# Tapebas
Os Tapebas são produto de um processo histórico de individuação étnica de frações de diversas sociedades indígenas nativas reunidas na Aldeia de Nossa Senhora dos Prazeres de Caucaia (que deu origem ao município de mesmo nome), na região metropolitana de Fortaleza, Ceará.

## Informações gerais
Até a década de 80, o estado do Ceará, assim como os do Piauí e do Rio Grande do Norte, eram dados, pelos registros da FUNAI e pelos levantamentos produzidos por antropólogos e missionários, como os únicos estados no Brasil, além do Distrito Federal, em que inexistiam índios. No Ceará, entretanto, a presença indígena deixou de ser ignorada quando a então Equipe de Assessoria às Comunidades Rurais - hoje, Equipe de Apoio à Questão Indígena - da Arquidiocese de Fortaleza passou a atuar no município de Caucaia, junto à coletividade dos Tapeba.
"Tapeba", "tapebano" ou "perna-de-pau" são atribuições étnicas pelas quais uma dada coletividade se identifica e é reconhecida na paisagem social local do município de Caucaia como constituindo um grupo distinto. Esse reconhecimento estende-se ao nível regional, dada a repercussão, nos meios de comunicação, do movimento reivindicatório que os Tapeba encamparam, com o apoio da Arquidiocese de Fortaleza, visando a proteção de algumas áreas que ocupam hoje (entre as quais, o manguezal às margens do Rio Ceará) e a recuperação do território da antiga Aldeia de Nossa Senhora dos Prazeres de Caucaia, exigindo junto à FUNAI a demarcação de uma área indígena.
Tapeba também é um topônimo. É o nome de uma lagoa e um riacho periódico - afluente da lagoa da Barra Nova (ou do Poço) - da área rural do distrito da sede do município de Caucaia, na proximidade dos quais moram famílias Tapeba, numa área onde a sua presença é majoritária. Já em 1721, registrava-se o topônimo Tapeba para a referida lagoa. O emprego toponímico do termo tapeba, entretanto, é mais freqüente para designar uma área mais inclusiva, genérica e de limites vagamente definidos, abarcando a lagoa e o riacho homônimos, limitando-se ao sul com a lagoa dos Porcos, ao norte com a localidade de Pedreira e o povoado do Capuan, a oeste com a localidade de Cutia e a leste com o rio Ceará. Às vezes, contudo, estas localidades mesmas acabam sendo englobadas pelo topônimo Tapeba, dando ao observador a impressão de que, como eles dizem: "É tudo um lugar só, tudo é só uma terra só".
Tapebano, assim, é uma locução adjetiva para "do Tapeba", "da lagoa do Tapeba". Perna-de-Pau, por sua vez, constitui uma referência ao apelido de um ancestral ao qual comumente remontam ao traçar a sua genealogia - no que diz respeito a pelo menos um segmento dos Tapeba, a família de Zabel.

## Etimologia
A etimologia da palavra tapeba é tupi, segundo acordo entre vários autores (como Alfredo Moreira Pinto e Thomaz Pompeu Sobrinho), constituindo uma variação fonética de itapeva (de itá/tá, i. é, "pedra"; e peva, i. é, "plano", "chato"): "pedra plana", "pedra chata", "pedra polida", etc. O nome do município em que se encontram também é de origem tupi, representando uma variação de ka'a-okai (de ka'a, i. é, "erva", "mato", "bosque", "floresta"; e okai, i. é, "queimar"): "mato queimado", "bem queimado está o mato", "queimada", "mato que se queima". A toponímia local é quase toda ela de origem tupi: Capuan, Iparana, Icaraí, Jandaiguaba, Paumirim, Pabussu, Tabapuá, etc.

## Elementos de história indígena local
A história dos grupos locais e localidades onde hoje vivem os Tapeba relaciona-se às mudanças recentes nas formas de apropriação fundiária anteriormente obtidas no Tapeba e no Paumirim - tidos como locais tradicionais de habitação deles. Os Tapeba não conheceram apenas uma única modalidade de apropriação fundiária e uso dos recursos naturais disponíveis. Partindo dos dados da historiografia disponível, que caracteriza uma situação de instabilidade, no século passado, quanto à destinação das terras dos extintos aldeamentos indígenas, poder-se-ia caracterizar a situação dos Tapeba como o produto de dois resultados históricos distintos, geralmente encontrados em áreas de colonização antiga: (1) a desagregação de domínios territoriais pertencentes à igreja, onde tenham passado a prevalecer formas de uso comum, onde a "santa" (Na Sa dos Prazeres) apareceria como proprietária; e (2) a perda da posse de eventuais domínios titulados, que teriam sido entregues formalmente a grupos indígenas sob a forma de doação ou em retribuição a serviços prestados ao Estado.
Esse foi o caso em Caucaia. As fontes disponíveis mencionam que o município de Caucaia origina-se da Aldeia de Nossa Senhora dos Prazeres de Caucaia, missionada regularmente pelos jesuítas entre 1741 e 1759, mas cuja origem remonta a uma época imprecisa do século XVIII, entre 1603 e 1666. A natureza das fontes não possibilita determinar com rigor a procedência e a composição do contingente indígena originalmente reunido ali: se os Potiguara que ali já se encontravam comerciando com os franceses quando da expedição de Pero Coelho, em 1603 (Potiguara esses que, ao refluírem de suas derrotas para os portugueses, foram responsáveis pelo deslocamento para o interior dos Cariri e Tremembé - "senhores originais da orla cearense" -, segundo Carlos Pereira Studart); se os 200 ou 800 Potiguara que compuseram o próprio exército recrutado por Pero Coelho; se os Potiguara e Tabajara que o Pe. Luís Figueira logrou fazer acompanhá-lo no retorno da sua primeira missão à serra da Ibiapaba; ou se todas essas alternativas.
Carlos Studart Fo informa que os Potiguara obtiveram do governo português várias datas de sesmaria, possivelmente em retribuição à sua colaboração na supressão dos levantes "tapuios". As missões, por sua vez, foram beneficiadas na conjuntura de expansão e consolidação da administração religiosa do espiritual e do secular dos aldeamentos. O Barão de Studart registra que, em 23 de novembro de 1700, Alvará em forma de lei concede a cada missão uma légua de terra em quadra para sustentação dos índios e missionários. Há registros de concessões de datas e sesmarias a colonos e a índios, em Caucaia, para a primeira metade do século XVIII. Em 31 de março de 1723, João Brigido registra uma concessão feita pelo Capitão-Mór da Capitania "ao principal da aldeia de Caucaia João Paiva e mais officiaes e índios, para elles e seus herdeiros, de três legoas de terra com uma de largura, meia legoa para cada lado, fazendo peão no olho d'água chamado Taboca".
Implementado o Diretório Pombalino, os jesuítas são expulsos e a Aldeia de Caucaia é erigida em Vila Nova de Soure, em 1759. Aos Potiguara que ali encontravam-se aldeados ter-se-iam reunido frações Cariri, Tremembé e Jucá, oriundas de deslocamentos forçados de aldeamentos do interior para os do litoral (com o intuito de facilitar a administração) ou de solicitações dos próprios índios - conforme deixa entrever correspondência entre os diretores de índios dessas Aldeias e o Capitão-Mór da Capitania.
Extinto o Diretório Pombalino em 1798, há relatórios dos Presidentes da Província do Ceará que revelam uma situação singular, na qual, em meados do século XIX, ainda existiriam índios reivindicando a restituição do Diretório e dos bens seqüestrados, sem falar na proposta de restabelecimento das Aldeias de Soure e Vila Viçosa da parte da Assembléia Provincial. Vila Nova de Soure permanece sendo mencionada como "vila de índios", desde a sua criação até o segundo terço do século passado. Em 1863, por ocasião da instalação da Assembléia Legislativa Provincial, o Presidente da Província do Ceará dá por extinta a população indígena da província e afirma que os patrimônios territoriais das Aldeias "foram mandados incorporar à fazenda por ordem imperial", mas ressalvando contraditoriamente: "respeitando-se as posses de alguns índios". Entretanto, Alfredo Moreira Pinto reproduz o conteúdo de uma escritura de doação de terras feita por Francisco Barros de Souza Cordeiro e sua mulher à "Nossa Senhora dos Prazeres desta Real Villa de Soure", onde se faz menção aos "possuidores índios desta mesma villa".
As referências, portanto, destacam que a história da área em que hoje se situa o município de Caucaia e vivem os Tapeba, está relacionada ao trânsito das populações aborígenes que ali habitaram antes e depois da chegada dos primeiros colonizadores, e à conquista e ao povoamento pelos europeus (franceses, holandeses e portugueses) do que hoje é a costa cearense. Isso faz com que se sustente hoje a tese de que os Tapeba sejam o resultado de um lento processo de individuação étnica dos contingentes indígenas originários (Potiguara, Tremembé, Cariri e Jucá) reunidos sob a autoridade da administração colonial.

## Caucaia, os grupos locais Tapeba e sua economia
Dos municípios da região metropolitana de Fortaleza, Caucaia é a cidade mais próxima da capital, distando 16 km em linha reta. Com sua sede a uma altitude de 29,91 metros acima do nível do mar, o município de Caucaia é mais acidentado do que plano. Começam nele as elevações que vão constituir o cordão central do estado do Ceará. É um dos municípios cearenses mais ricos em lagoas permanentes. Os rios de Caucaia, entretanto, caracterizam-se por serem temporários, como é o caso do riacho Tapeba. Sua principal via fluvial é o rio Ceará, que corta o município em sua maior extensão, dirigindo-se de sudoeste a nordeste, com um curso de aproximadamente 50 km. Às margens do rio Ceará, nas proximidades da faixa litorânea, cresce uma exuberante vegetação de mangue. A cobertura vegetal na área do município é caracterizada, predominantemente, por caatingas, capoeiras e carrascos. O clima do município é ameno, com duas estações: a chuvosa, o "inverno", que se estende de janeiro a junho; e a seca, o "verão", de julho a dezembro.
As áreas em que os Tapeba residem constituem grupos locais de tamanho, padrão de assentamento, densidade e localização distintos, dentro da geografia multifacetada do município. Ocupando nichos diferentes, os Tapeba atualizam formas diferenciadas de apropriação dos recursos naturais, basicamente extrativistas e sazonais. Assim, os grupos locais apresentam caracteres contrastantes. Há desde áreas habitadas majoritariamente por tapebanos, como a paisagem rural do Tapeba (lagoa do Tapeba, Cutia, lagoa dos Porcos e Pedreira Sta Terezinha), em que trabalham na palha, na agricultura (como diaristas e arrendatários) e no "negócio com frutas"; até áreas onde a presença deles é residual, como é o caso dos bairros do perímetro urbano da sede do município (Capoeira/bairro Pe. Júlio Maria, Açude, Cigana, Itambé, Grilo, Vila São José, Vila Nova/bairro Sta. Rita), em que predominam o comércio ambulante, os pequenos serviços e o trabalho assalariado. Alguns desses bairros já estão crescendo para dentro dos imóveis rurais que os limitam. Há também áreas com um padrão de assentamento singular, como é o caso do Trilho, nas localidades de Paumirim e Capuan, e da(s) Ponte(s), localidade de Soledade: no primeiro, as casas encontram-se distribuídas, longitudinalmente, às margens da Ferrovia Fortaleza-Sobral, num trecho de 2,5 km., em terreno da R.F.F.S.A., entre as barreiras do "corte" e as cercas das propriedades rurais vizinhas; e na segunda, as casas se situam às margens do rio Ceará, nas únicas áreas de aterro sólido do mangue, geradas quando da pavimentação da rodovia BR-222 - cuja ponte sobre o mesmo rio empresta o nome à localidade. No Trilho, vamos encontrar os Tapeba negociando com frutas, fabricando carvão vegetal, coletando mudas de plantas de valor ornamental e capturando animais silvestres nas serras para a venda. Já nas Pontes, a pesca artesanal não colonizada de crustáceos, no mangue, e a retirada de areia do leito do rio Ceará constituem as atividades produtivas principais.

## A "terra da santa" e as formas de apropriação fundiária
Quaisquer que tenham sido os seus domínios, os Tapeba não conseguiram assegurar a manutenção destes, geração após geração, de modo pleno até os dias de hoje. Expropriados de suas terras por vários mecanismos de troca desigual, eles foram levados a ocupar domínios da União e a residir em bairros do perímetro urbano da cidade.
Os Tapeba e demais regionais referem-se com alguma freqüência à "terra da santa" (Nossa Senhora dos Prazeres). Esta noção de um território dado à santa, expressa nas referências ao passado atualizadas por eles, guarda coerência com os registros históricos de concessões territoriais feitas à missão e ao líder dos índios, bem como com o que ocorreu a esse patrimônio territorial, com as sucessivas mudanças no ordenamento da administração dos indígenas e na legislação fundiária.
Ao lado da condição de "moradores" em propriedades de terceiros, aos quais eles tinham que retribuir com "agrados" da colheita anual, mas com o uso relativamente consentido dos recursos naturais, e da condição de controle livre e individual da terra e dos recursos básicos por um ou outro grupo doméstico (situação que se obtinha num passado recente nas áreas do Tapeba e do Capuan), os Tapeba também conheceram e atualizaram sistemas de "uso comum". Alguns grupos de descendência - isto é, os que consistem de todos os descendentes, através de homens e mulheres, de um ancestral comum - identificados principalmente no Paumirim, exerceram o controle dos recursos naturais básicos de determinadas áreas durante um longo período de tempo, segundo regras específicas consensualmente acatadas nos meandros das relações sociais estabelecidas entre os grupos domésticos que compunham aquelas unidades.
Observa-se, assim, uma multiplicidade de soluções históricas produzidas e conhecidas pelos Tapeba na relação com a terra e os recursos naturais valorizados (madeira para lenha, caça, pesca, mananciais, açudes naturais, lagoas, rios), bem como com suas benfeitorias (fruteiras, taperas, etc.). A valorização progressiva da propriedade imobiliária rural na zona metropolitana da capital está na raiz da desagregação das relações sociais anteriormente vigentes, da formação dos atuais grupos locais em que vivem os Tapeba e da mudança no caráter da relação de moradia que se verifica hoje.
Na segunda metade deste século, vamos encontrar referências aos Tapeba em matérias de jornais de grande circulação, nas quais são destacadas as péssimas condições em que vivem. O Jornal do Brasil de 7 de abril de 1968 publica matéria intitulada "Indígena no Ceará não é nem cidadão", em que se descreve "a forma primitiva de vida [sic] que cultivam" e - o que é interessante - o fato deles não existirem legalmente, dado o desconhecimento oficial de sua existência pelo governo estadual e pela FUNAI. Já em 6 de julho de 1969, O Estado de S. Paulo publica matéria intitulada "O triste fim dos indígenas cearenses. Nos costumes toda decadência", em que se descreve as condições de vida subumanas dos Tapeba ("farrapos humanos", "animais" etc.) e o fato deles não terem "ninguém no governo que se importe com eles". Mais uma vez, o Estado, em 2 de maio de 1982, publica artigo do correspondente local, Rodolfo Espíndola, intitulado "Os últimos Tapeba, na miséria", descrevendo as suas condições de vida e informando que vivem em palhoças às margens do rio Ceará.

## Território, parentesco e estigma
O referente toponímico e territorial, já referido, vincula-se estreitamente à referência "familiar", isto é, ao modo como as pessoas traçam ou vêem traçada sua descendência por relações de parentesco com ancestrais que teriam vivido naquelas áreas. No Tapeba, destaca-se a figura de Manoel Raimundo, "cabeça" dos "troncos velhos" da lagoa do Tapeba. No Paumirim, a figura emblemática de José Alves dos Reis, o Zé Zabel "Perna-de-Pau", tido como a última forte liderança, o "último Tuxaua", após a morte do qual conta-se que os Tapeba do Paumirim, que viviam sob a sua autoridade, se dispersaram numa espécie de diáspora. O caso singular de poliginia sororal que ele manteve e os muitos filhos que ele teve com as suas duas mulheres geraram um grupo de descendência claramente delimitado, alguns elementos do qual (notadamente, da segunda geração descendente) casaram entre si.
O modo como são pensadas e apropriadas as relações de parentesco, como é figurada a unidade do grupo e como se expressa o sentimento subjetivo de constituírem um todo, é atestado e instituído pelo uso do termo "família", recorrentemente associado ao termo tapeba: "família de tapeba". Do mesmo modo, diz-se que os "Zabel" (supracitados), os "Coco", os "Jacinto", os Alves dos Reis, os Alves de Matos, os Teixeira de Matos, os Alves Teixeira e outros grupos de descendência irrestrita são (ou não são) Tapeba, da "família de tapeba" (dependendo do contexto de interação definido).
A esses fatos básicos (procedência comum e descendência irrestrita) vincula-se uma série de atributos desabonadores. Tapeba funcionou - e em certos circuitos e contextos ainda funciona - como um insulto e um xingamento, dada a informação social pejorativa que o termo veicula. Está associado a condutas como comer carne podre (carniça), consumo de álcool, promiscuidade, desonestidade, desrespeito pela propriedade alheia, indolência e indisposição para o trabalho, bem como à imundície em que vivem e à imagem de miséria, em geral, a que estão associados. Essa "imagem pública" dos Tapeba ainda tem muita força no contexto local, sendo os regionais socializados nessa concepção sobre a conduta dos Tapeba e na expectativa de que se comportem costumeiramente assim. É comum alguns Tapeba assentirem em alguns elementos desse reconhecimento negativo de que são objeto, como definidores das características singulares que os distinguem.

## Luta pela terra
Foi com esse grupo estigmatizado que a Equipe de Assessoria às Comunidades Rurais da Arquidiocese de Fortaleza começou a trabalhar em Caucaia em 1984, assistindo indistintamente os Tapeba e os "brancos", e tentando equacionar os problemas de ambos, "índios" e pequenos posseiros. O seu projeto original consistia em dar suporte tanto a "índios" e "brancos" numa luta comum pela terra - o que levou à criação, em 1985, da Associação das Comunidades do Rio Ceará, com representação paritária dos Tapeba e dos "brancos", meio a meio (da presidência ao conselho, passando pela tesouraria e a secretaria). Em parte devido à sua própria forma de atuação - marcadamente assistencialista num primeiro momento - e em parte devido a uma mudança de conjuntura - o naufrágio do Plano Nacional de Reforma Agrária - a Equipe descuidou dessa proposta.
De uma solução na qual o interlocutor principal no governo era o extinto Mirad/Ministério da Reforma Agrária, a Equipe Arquidiocesana concentrou seus esforços em equacionar a demanda por terra propondo a criação de uma Área Indígena no município de Caucaia, beneficiando os Tapeba. Estes, então, começaram a estabelecer novas relações (com a ação da Igreja e com várias agências governamentais) e novas alternativas de futuro se abriram para eles. Contudo, o que foi mais importante para a(s) sua(s) auto-imagem(ns) e a(s) imagem(ns) que os outros têm deles foi a transição de "Tapebas imundos" para índios sujeitos de direitos e a reativação de vínculos com parentes efetivos e parentes distantes.
Vítimas constantes das arbitrariedades da polícia e das ameaças dos supostos proprietários de terra, principalmente na área do mangue do rio Ceará, os Tapeba viram-se na situação, inédita para eles, de poder reverter a correlação de forças - até então, completamente desfavorável a eles: a luta pelo direito à pesca de crustáceos na área de mangue, à margem esquerda do rio Ceará, contra as pressões dos condôminos da Fazenda Soledade; a luta pela posse de terreno da marinha à margem direita do rio Ceará, ainda em área de mangue, contra a transferência do foro para as indústrias T.B.A. (Técnica Brasileira de Alimentos) e Cerapeles; as denúncias contra a localização da rampa de lixo da companhia de limpeza urbana do município nessa mesma localidade; a luta pelo direito dos Tapeba da Capoeira continuarem retirando areia do leito do rio Ceará, contra as violentas tentativas de intimidação de vereadores que haviam arrendado a Fazenda Malícias, em 1988, no interior da qual corre o rio Ceará; entre outras.
A discussão em torno da identidade indígena dos Tapeba é o elemento que vem norteando o processo de reconhecimento jurídico-administrativo da TI Tapeba desde o seu início, em 1985. A TI Tapeba foi identificada em outubro de 1986 por um Grupo de Trabalho (GT) constituído por um sociólogo e um engenheiro agrônomo da Funai, e um representante da Equipe Arquidiocesana.
O levantamento fundiário dos imóveis rurais incidentes na Área Indígena Tapeba, realizado em agosto de 1987, foi a etapa mais conflitiva do processo, marcada por resistência ativa e passiva dos supostos proprietários de imóveis rurais à vistoria dos mesmos. São dessa época as declarações públicas de alguns potentados locais contestando a existência histórica dos índios Tapeba. Foram levantados, à época, 118 ocupantes não índios, sendo 55 supostos proprietários com títulos registrados em cartório, 61 pequenos posseiros e dois foreiros.
De lá para cá, o processo sofreu inúmeras reviravoltas. Foi arquivado em julho de 1988 por decisão do "grupão" - o Grupo de Trabalho Interministerial instituído pelo Decreto 88.118/83 como instância com a atribuição formal de avaliar as propostas de criação de áreas indígenas. O "grupão", cuja composição foi modificada pelo Decreto 94.945/87, determinou em 1988 que a área proposta pela Funai não deveria ser considerada como terra indígena, "tendo em vista as dúvidas quanto à etnia dos remanescentes", mas "que se aguardassem, para enriquecer o processo, novos dados acerca da etnia, quando então a Funai voltaria a analisar o caso".
Na ocasião, houve uma reação generalizada contra a decisão do "grupão", não só dos Tapeba, da Arquidiocese e de organizações de apoio como o Cimi (Conselho Indigenista Missionário) e o Comitê Pró-Tapeba, mas também do próprio Governo do Estado, da Assembléia Legislativa e da Procuradoria Geral da República no Estado.
Reaberto em maio de 1989, ao nível da Assessoria da Superintendência de Assuntos Fundiários da Funai, por considerar-se "indiscutível tratar-se de terra de ocupação tradicional e permanente indígena", foi necessário aguardar mais oito anos para que o Ministro da Justiça, Íris Rezende, assinasse uma portaria, declarando a AI Tapeba como território tradicional indígena.
Dessa vez foi a Prefeitura Municipal de Caucaia, por meio do Prefeito José Gerardo Arruda, que reagiu e contestou a Portaria declaratória, com base na alegação de vício de procedimento. O mandado foi acatado por unanimidade e a portaria anulada, perdendo toda a validade.
Como se não bastasse isso, a situação de destinação efetiva da terra complicou-se no fim da década de 1990. Apesar da Funai ter instalado um posto indígena na área, as notícias na imprensa local e da Equipe Arquidiocesana de Apoio à Questão Indígena apontavam uma situação de agravamento da presença não-indígena na área, patrocinada por supostos proprietários de terra, antagonistas dos Tapeba, que têm promovido loteamentos irregulares. O agravamento das tensões levou ao assassinato de dois líderes tapeba em 1996 e 1997.

## Nota sobre as fontes
As monografias etnográficas mais relevantes, compreensivas e abrangentes sobre os Tapeba são aquelas de autoria do autor do verbete (dissertação de mestrado Tapebas, Tapebanos e Pernas-de-Pau, defendida no Museu Nacional, UFRJ, em 1993) e da antropóloga norte americana Karen Hjerpe (tese de Ph.D. em Antropologia Social, apresentada na Universidade da Flórida em 1998).
Há também artigos de ambos sobre a questão da fronteira e da identidade étnica, a relação destas com concepções em torno do corpo e práticas alimentares, a organização das atividades produtivas e outros aspectos da sociedade e cultura dos Tapeba.
Além desses trabalhos, há um conjunto diversificado de informações e relatórios elaborados por técnicos de órgãos governamentais (Rita Heloisa de Almeida, Jussara Vieira Gomes, Élia Menezes Rola) produzidos no âmbito do processo de reconhecimento oficial dos Tapeba e do seu território, alguns deles constituindo as primeiras tentativas de oferecer um quadro integrado da sociedade e da história dos Tapeba - sintetizando informações e fontes antes dispersas.
Há, por fim, aqueles trabalhos produzidos por intelectuais cearenses de diferentes gerações que têm em comum a orientação historiográfica, ainda que com perspectivas muito distintas - alguns, inclusive, com pretensão etnológica, como os trabalhos de Carlos Studart pai e filho.
Encontramos desde pequenos verbetes pontuais, até obras de maior envergadura. Destacam-se pela sua contemporaneidade e seu esforço de síntese - tanto analítica, quanto enciclopédica - sobre os índios do Ceará, os trabalhos de José Cordeiro e Maria Sylvia Porto Alegre. Trata-se de trabalhos que, ainda que não especificamente sobre os Tapeba, aportam dados e informações sobre a história indígena do Ceará e da colonização deste, relevantes para a compreensão da situação atual.

## Fontes de informação

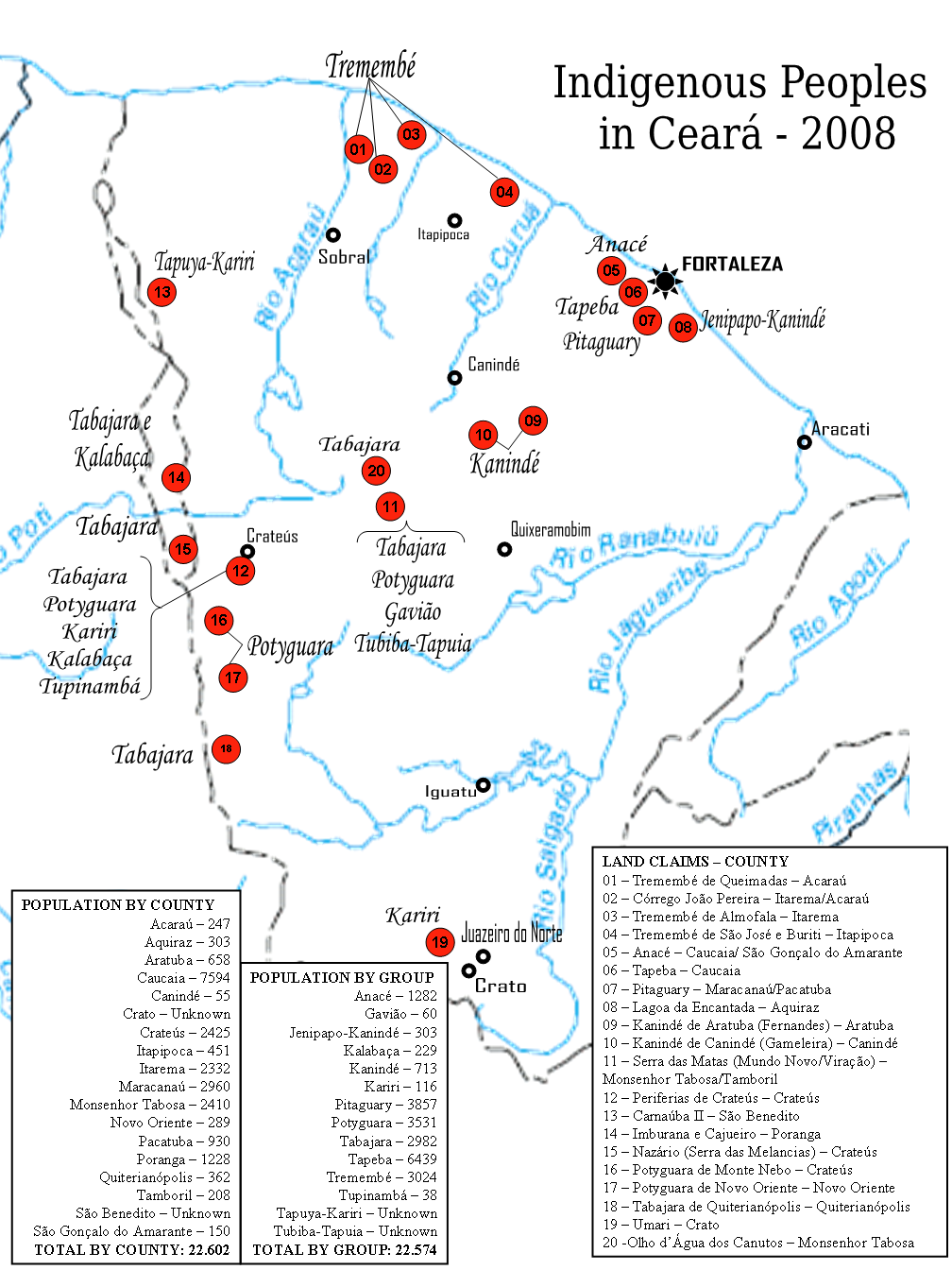
Mapa indicando a presença indígena contemporânea no Ceará. Fontes: FUNAI e FUNASA.

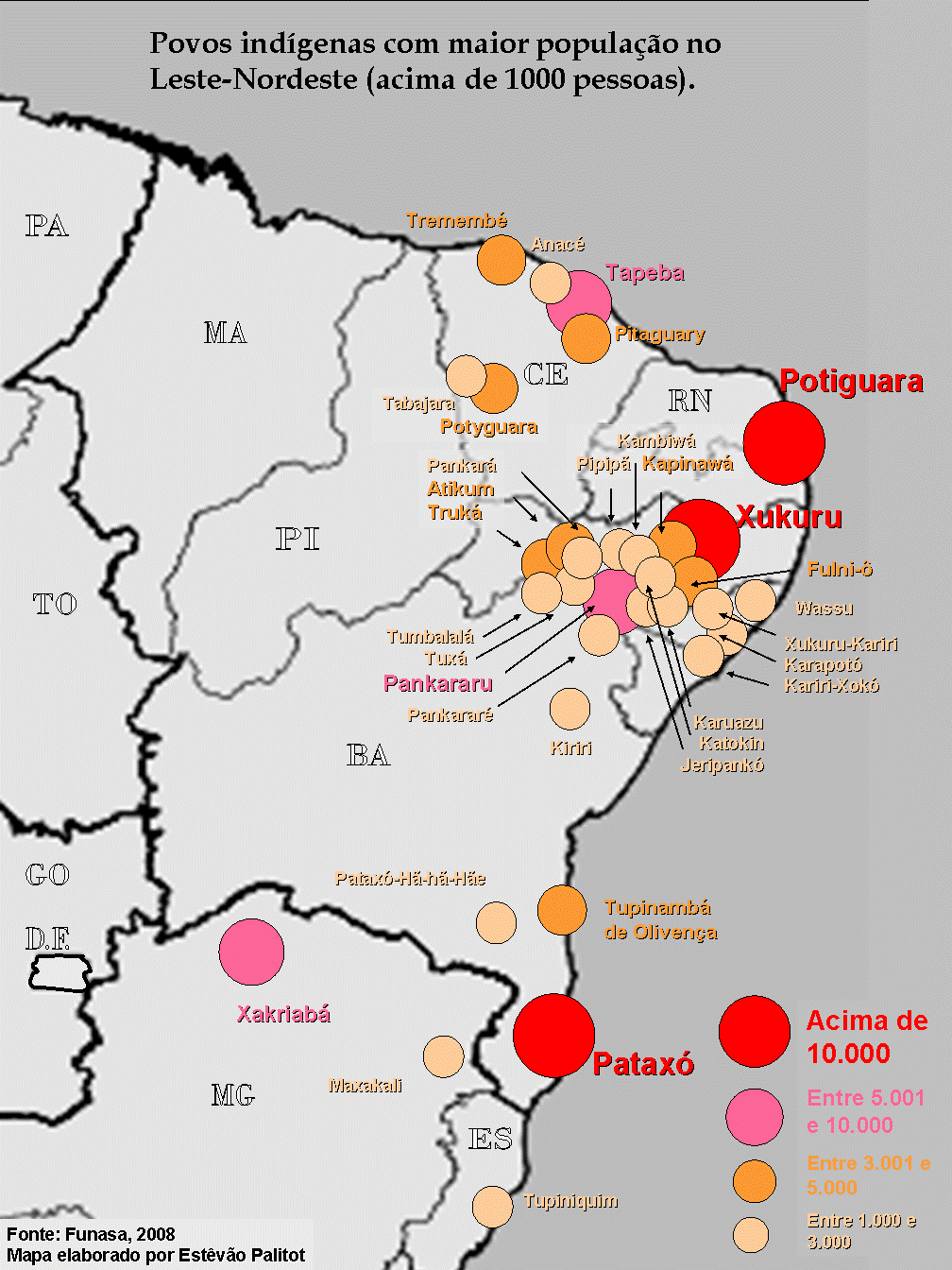
Etnia indígenas mais populosas no Leste-Nordeste.